# BWF Grand Prix 2011
Der BWF Grand Prix 2011 war die fünfte Auflage des BWF Grand Prix im Badminton. 

## Verlauf
Der Grand Prix 2011 startete am 1. März 2011 mit den German Open. Es folgten die Swiss Open, die Australian Open, der Malaysia Open Grand Prix Gold, die Thailand Open, die Russia Open, die US Open, die Canadian Open, die Vietnam Open, die Chinese Taipei Open, der Indonesia Open Grand Prix Gold, die Dutch Open, Bitburger Open, die Macau Open, der Korea Open Grand Prix und dem India Open Grand Prix Gold.

## Die Sieger
| Veranstaltung       | Herreneinzel             | Dameneinzel       | Herrendoppel                     | Damendoppel                                       | Mixed                                             |
| ------------------- | ------------------------ | ----------------- | -------------------------------- | ------------------------------------------------- | ------------------------------------------------- |
| German Open         | Lin Dan                  | Liu Xin           | Lee Yong-dae Jung Jae-sung       | Mizuki Fujii Reika Kakiiwa                        | Robert Blair Gabrielle White                      |
| Swiss Open          | Park Sung-hwan           | Saina Nehwal      | Ko Sung-hyun Yoo Yeon-seong      | Ha Jung-eun Kim Min-jung                          | Joachim Fischer Nielsen Christinna Pedersen       |
| Australia Open      | Sho Sasaki               | Liu Xin           | Hiroyuki Endo Kenichi Hayakawa   | Shizuka Matsuo Mami Naito                         | Songphon Anugritayawon Kunchala Voravichitchaikul |
| Malaysia Open GPG   | Lee Chong Wei            | Saina Nehwal      | Koo Kien Keat Tan Boon Heong     | Miyuki Maeda Satoko Suetsuna                      | Tontowi Ahmad Liliyana Natsir                     |
| Thailand Open       | Chen Long                | Li Xuerui         | Jung Jae-sung Lee Yong-dae       | Tian Qing Zhao Yunlei                             | Lee Sheng-mu Chien Yu-chin                        |
| Russia Open         | Zhou Wenlong             | Lu Lan            | Naoki Kawamae Shoji Sato         | Valeria Sorokina Nina Vislova                     | Alexandr Nikolaenko Valeria Sorokina              |
| US Open             | Sho Sasaki               | Tai Tzu-ying      | Ko Sung-hyun Lee Yong-dae        | Ha Jung-eun Kim Min-jung                          | Lee Yong-dae Ha Jung-eun                          |
| Canada Open         | Marc Zwiebler            | Cheng Shao-chieh  | Ko Sung-hyun Lee Yong-dae        | Cheng Shu Bao Yixin                               | Michael Fuchs Birgit Michels                      |
| Vietnam Open        | Nguyễn Tiến Minh         | Fu Mingtian       | Angga Pratama Rian Agung Saputro | Anneke Feinya Agustin Nitya Krishinda Maheswari   | Vitaliy Durkin Nina Vislova                       |
| Chinese Taipei Open | Tommy Sugiarto           | Sung Ji-hyun      | Ko Sung-hyun Yoo Yeon-seong      | Ha Jung-eun Kim Min-jung                          | Ko Sung-hyun Eom Hye-won                          |
| Indonesia Open GPG  | Dionysius Hayom Rumbaka  | Chen Xiaojia      | Mohammad Ahsan Bona Septano      | Vivian Hoo Kah Mun Woon Khe Wei                   | He Hanbin Bao Yixin                               |
| Dutch Open          | Hsueh Hsuan-yi           | Yao Jie           | Adam Cwalina Michał Łogosz       | Duanganong Aroonkesorn Kunchala Voravichitchaikul | Songphon Anugritayawon Kunchala Voravichitchaikul |
| Bitburger Open      | Hans-Kristian Vittinghus | Li Xuerui         | Bodin Isara Maneepong Jongjit    | Mizuki Fujii Reika Kakiiwa                        | Chan Peng Soon Goh Liu Ying                       |
| Macau Open          | Lee Hyun-il              | Wang Shixian      | Chai Biao Guo Zhendong           | Jung Kyung-eun Kim Ha-na                          | Tontowi Ahmad Liliyana Natsir                     |
| Korea Open GP       | Lee Hyun-il              | Sung Ji-hyun      | Ko Sung-hyun Yoo Yeon-seong      | Eom Hye-won Chang Ye-na                           | Yoo Yeon-seong Chang Ye-na                        |
| India Open GPG      | Taufik Hidayat           | Ratchanok Intanon | Naoki Kawamae Shoji Sato         | Shinta Mulia Sari Yao Lei                         | Sudket Prapakamol Saralee Thungthongkam           |